# Galanda
Galanda é um gênero de traça pertencente à família Arctiidae.